# أحمد بن أبي الضياف
أحمد بن أبي الضياف: ولد عام 1217 هـ/ 1802-1803، وتوفي في 17 شعبان 1291 هـ/ 29 أكتوبر 1874م، سياسي ومؤرخ وإصلاحي تونسي.

## نشأته وتكوينه
ينحدر أحمد بن أبي الضياف من قبيلة أولاد عون التي يقع مجالها بمنطقة سليانة بالشمال الغربي التونسي، وهي قبيلة حسينية أي أنها ناصرت حسين بن علي وأبناءه في حربهم ضد علي باشا، غير أنها ليست قبيلة مخزنية. وكان والده الحاج بالضياف قدم إلى تونس العاصمة صغيرا واستقر بها، ودرس بجامع الزيتونة، ثم اتخذه المملوك عثمان قايد قفصة كاتبا له وانتقل منه للعمل بصفة رئيس للكتبة لدى الوزير يوسف صاحب الطابع. أما أحمد بن أبي الضياف فهو الابن البكر والولد الوحيد للحاج بالضياف، وقد كان يسكن مع عائلته في ربض باب سويقة. وقد حرص والده على أن يتلقى ابنه تكوينا يؤهله ليحتل وظيفة في دولة البايات. فحفظ القرآن الكريم في كتّاب سيدي بن عروس، ودرس بجامع صاحب الطابع وبالمدرسة التابعة له وبجامع الزيتونة وبمدارس أخرى على أهم مشائخ عصره من أمثال المفتي المالكي إسماعيل التميمي وإبراهيم الرياحي والمفتي الحنفي محمد بيرم الثالث ومحمد بن الخوجة وأحمد الأبي والشيخ محمد بن ملوكة....

## مساره الوظيفي
سمي أحمد بن أبي الضياف في شوال 1237 هـ / جوان 1822م عدلا وعرف منذئذ بقدراته على التحرير، فسمي في 1 شوال 1242 هـ / 1827م أولاه «الباي حسين» خطة الكتابة بديوان الإنشاء واختصه بكتابة سره، وهو أول من كتب للدولة العثمانية باللغة العربية واستمر مشواره في خدمة الدولة لبضعة عقود. انتقل من كاتب السراية أو كاتب السر لدى عدد من البايات إلى أن سمي وزيرا مع رتبة أمير الأمراء. وشارك من موقعه في تحرير المراسلات المختلفة للدولة والتي تهم السياسة الداخلية والخارجية والأوامر العلية، كما أرسل في مهمات بالخارج لدى الباب العالي مثلا عام 1831م ثم في عام 1842م. كما اصطحب أحمد باشا باي في رحلته إلى باريس في ديسمبر 1846، وتحدث عن هذه الرحلة في كتابه الإتحاف. لكن دوره ما فتئ أن تراجع في عهد محمد باشا باي، وذلك لم يمنعه من أن يكلف بتحرير عهد الأمان عام 1857م المصدر نفسه ص 351. ثم كان عضوا في المجلس الكبير الذي ترأسه خير الدين وبعد استقالة هذا الأخير في عام 1862م تولى عوضا عنه مصطفى خزندار، وسمي ابن أبي الضياف نائبا ثانيا للرئيس. لكن بعد توقف عمل المجلس غداة ثورة علي بن غذاهم عام 1864م أبعد شيئا فشيئا عن الإدارة ليعود عند عودة خير الدين إلى دوائر القرار ليقع إلحاقه في أواسط عام 1870م بأحد أقسام الوزارة الكبرى ثم استقال من منصبه في بداية عام 1872م. وفي السنة الموالية شهد صعود نجم خير الدين الذي سمي وزيرا أكبر، أما هو فقد توفي في 29 أكتوبر 1874.

## كتاباته
لا شك أن أهم ما كتبه ابن أبي الضياف هو كتابه الضخم في التاريخ والمعنون بإتحاف أهل الزمان بأخبار ملوك تونس وعهد الأمان، والذي خصصه لتاريخ تونس إلى عصره. وبالإضافة إلى ذلك فقد حرر ابن أبي الضياف أيضا المراسلات الرسمية لمختلف البايات الذين خدمهم، وكتب بعض القصائد التي جمعها محمد السنوسي في كتابه مجمع الدواوين التونسية. كما أجاب ابن أبي الضياف عن 21 سؤالا توجه بها إليه عام 1856 القنصل الفرنسي ليون روش وضمنها تحت عنوان الأجوبة الأروباوية، وأصدرها المنصف الشنوفي في «حوليات الجامعة التونسية» تحت عنوان رسالة أحمد بن أبي الضياف في المرأة وذلك عام 1968l، وهي تتناول وضعية المرأة المسلمة، وقد دافع في أجوبته عن وضعية المرأة في الإسلام، من زاوية تتسم في عمومها بالمحافظة.

## أفكاره
من خلال كتابه يظهر تعلق ابن أبي الضياف بالأفكار الإصلاحية وخاصة ما يتعلق منها بنظام الحكم حيث نقد حكم الإطلاق المنافي للشرع وللعقل، وأن الإطلاق لا يقود إلا إلى الظلم. داعيا إلى تقييده بالشرع ونوه في نفس الإطار بالتنظيمات مبينا جداوها ومحاولا الإقناع بالحجج المختلفة والعديدة بضرورة تطبيق الإصلاحات لوضع حد للشهوة الملوكية المطلقة وبالتالي لفساد الحكم وظلم البايات وعسف العمال. وقد حرص ابن أبي الضياف على تقديم الدليل القاطع على أن الأبرياء يذهبون ضحايا للملك المطلق وأن الظلم مرتعه وخيم ويجر إلى نقص العمران واختلال شؤون الدولة وفساد الأحوال الاجتماعية وتدهور الاقتصاد بينما العدل يؤدي إلى ازدهار العمران ويمهد طرق الثروة الاقتصادية والأمن الاجتماعي.

## مقتطف
في المقتطف التالي يتحدث ابن أبي الضياف عن حادث وقع بينه عندما كان شابا وبين الباي حسين باي، بما يعكس الرؤية إلى الحكم، يقول: (وفي رمضان من السنة 1248 (جانفي -فيفري 1833م) وقعت وحشة بين الباي [حسين باي] ودولة النَّبُلْطَان، بسبب أنفار من نابُلي مستخدمين في صرايته لتنظيفها ومناولة سكانها ما يلزم لضرورياتهم... غلبهم النوم في ليلة من ليالي رمضان، فلم يسمعوا علامة السّحور، وأيقظتهم علامة الإمساك، فلم يهيئوا موائد السحور للمماليك حتى حان وقت الفجر وأمسكوا بلا سحور. فاغتاظ عليهم رئيس المماليك بالصراية فأمر بضربهم. وعاثت في أرجلهم أيدي الضرب المبرح، ففزعوا إلى قنصلهم بحرارة ما نالهم. فلم يسعه إلا القدوم إلى الباي... وقال له: "هل بلغك ما حلّ بالأنفار الخدمة في صرايتك من النبلطان؟" فقال له: "بلغني، وقد غفلوا عن واجب خدمتهم، وكل من غفل عن واجبه يلزمه الأدب"، فقال له: ليس هذا ضرب أدب، وإن شئت فانظر إلى أرجلهم وما حلّ بها من الأثر، فخلا الباي بوزيره شاكير وبعض رجال دولته، وفاوضهم في النازلة، فأشار بعضهم بتصويب رأي القنصل، وأن لا تسلّط للمستأجر على أجيره بالضرب. وكدتُ أن امتحن في النازلة، لولا لطف الله وصفاء باطنة هذا الباي، لأنه نظر إليّ وهو حنِق مع أخلاق الصائمين، وقال لي: "ما تقول؟" فقلت له: " يا سيدي الضرب غير مدخول عليه في الإجارة، لنه أمر مجهول، وهؤلاء أحرار"، فعظم عنده ذلك، وقال: "يقال بحضرتي لفظ حر؟"، وجعل يكررها وينقمها علي. ونادى أبي وقال له: "هذا كيف تربّى؟" فقال له: "نعلم أنه لا يصلح للخدمة، وقلت لك ذلك فاستخدمته على كرهٍ مني، فدونك وإياه"، فقال: "يقول هؤلاء أحرار!!!" فقال له أبي: "هذا من جهله وعدم تخلّقه بالسياسة"، وغلبه حلمه وسكن غضبه".

## ببليوغرافيا مختارة
فيما يلي بعض العناوين التي تناولت حياة أحمد بن أبي الضياف كتاباته وأفكاره:
- الطاهر الخميري، «تعريف بابن أبي الضياف وتاريخه»، مجلة الفكر، ع 9، 1960م، ص 30-36.
- المنصف الشنوفي، «رسالة ابن أبي الضياف في المرأة»، مجلة حوليات الجامعة التونسية، ع 5، 1968م، ص 45-112.
- المنصف الشنوفي، «أقدم ترجمة لابن أبي الضياف»، مجلة حوليات الجامعة التونسية، ع 5، 1968م، ص 113-118.
- محمد الصالح مزالي، «من رسائل ابن أبي الضياف»، الدار التونسية للنشر، تونس، 1969م.
- رياض المرزوقي، «من رسائل ابن أبي الضياف المكتوبة»، مجلة الحياة الثقافية، ع 30، 1979م، ص 90-96.
- أحمد عبد السلام، «ابن أبي الضياف، حياته ومنزلته ومنتخبات من آثاره»، الدار العربي للكتاب، تونس-ليبيا، 1984م.
- أحمد جدي، «أحمد بن أبي الضياف، آثاره وتفكيره: محاولة في التاريخ الثقافي»، منشورات مؤسسة التميمي للبحث العلمي والمعلومات، زغوان، 1996م، 542 ص (بالفرنسية).

## إشارات مرجعية
1. ↑  Ahmed Abdesselem, Les historiens tunisiens des XVIIe, XVIIIe et XIXe siècles, essai d'histoire culturelle, Publications de l'Université de Tunis, 1973, p. 333
2. ↑  المصدر نفسه، ص335
3. ↑  المصدر نفسه، ص 339
4. ↑  المصدر نفسه، ص 345
5. ↑  المصدر نفسه ص 354-355
6. ↑  المصدر نفسه ص 140
7. ↑  أحمد الطويلي، تصدير النشرة الثانية من الإتحاف لأحمد بن أبي الضياف، تونس 1979، ج 3، ص5
8. ↑  المصدر نفسه ص 6
9. ↑  المصدر نفسه، ص 234-235